# مزایا و معایب مفت‌سواری (ترانه)
«مزایا و معایب مفت‌سواری» (به انگلیسی: The Pros and Cons of Hitch Hiking) تک‌آهنگی از هنرمند اهل بریتانیا راجر واترز است که در ۹ آوریل ۱۹۸۴ منتشر شد. این تک‌آهنگ در آلبومی به همین نام قرار داشت.